# GNC (Unternehmen)

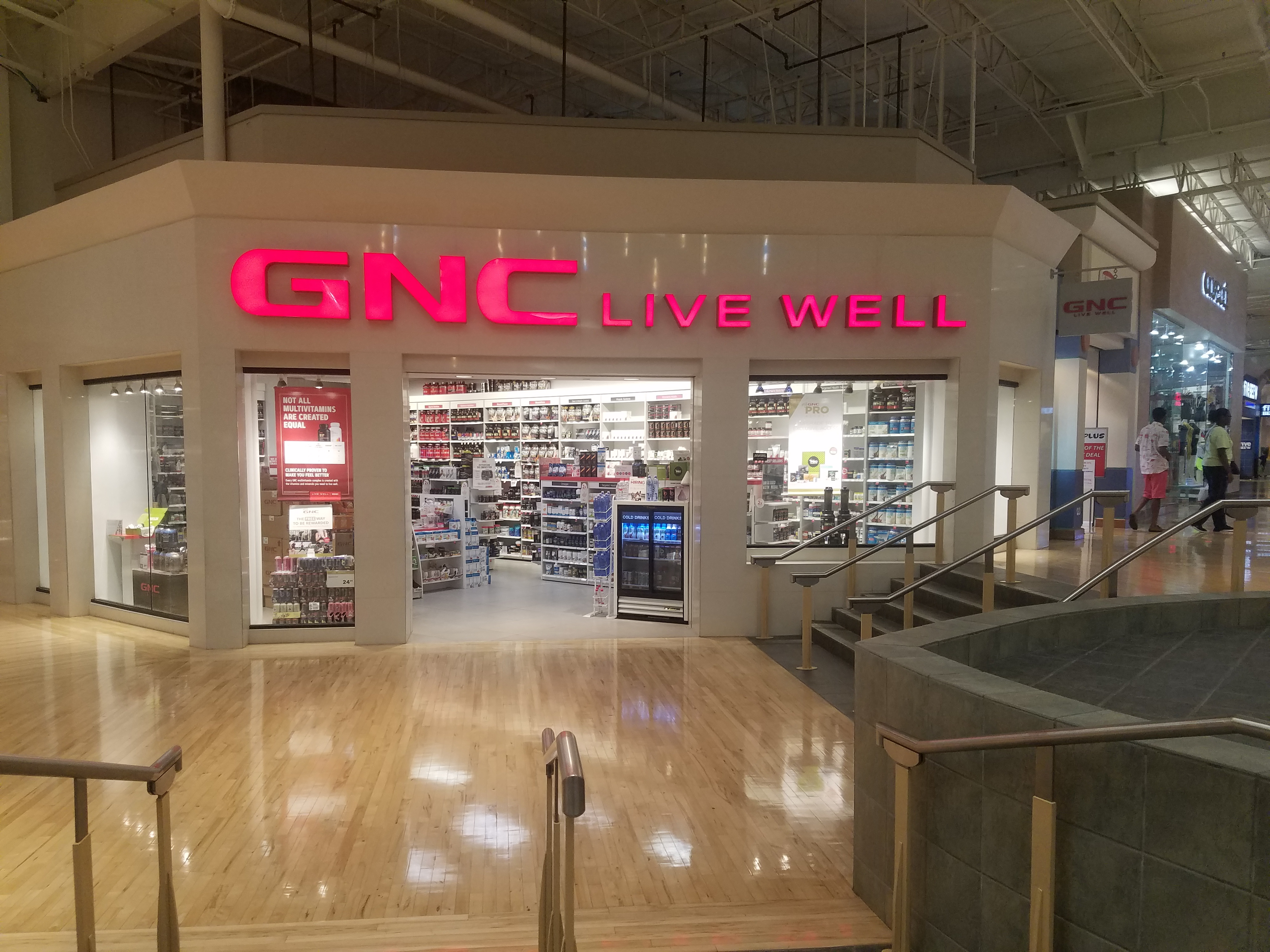
Laden in einem Einkaufszentrum in Woodbridge, Virginia

GNC ist ein US-amerikanisches Einzelhandelsunternehmen für Nahrungsergänzungsmittel und Produkte der Sporternährung. Im Geschäftsjahr 2019 betrieb das Unternehmen 2902 eigene Ladengeschäfte in den USA, Puerto Rico und Kanada und ließ 956 Läden von Franchisenehmern betreiben. Ein großer Teil der Standorte wird nach einem Laden-im-Laden-Konzept in bestehenden Rite-Aid-Filialen betrieben. In 50 weiteren Ländern werden ebenfalls Niederlassungen von Franchisenehmern geführt. Neben dem Vertrieb in eigenen Läden und der Franchisevergabe erzielt das Unternehmen Umsätze im Onlinehandel und durch die Auftragsherstellung in einem eigenen Fertigungswerk.

## Geschichte
Im Jahr 1935 eröffnete David Shakarian einen Laden für „gesunde Lebensmittel“ unter dem Namen Lackzoom in Pittsburgh. In diesem vertrieb er unter anderem Joghurt, Honig und Getreide. Nach sechs Monaten expandierte Shakarian und gründete eine zweite Filiale. Innerhalb der nächsten Jahre wurden vier weitere Standorte im Raum Pittsburgh eröffnet. Ab den 1960er Jahren begann eine Expansion des Geschäfts über die Staatsgrenzen von Pennsylvania hinaus, in deren Zuge die Ladenkette in General Nutrition Centers umbenannt wurde. Bis zu den 1980er Jahren stieg die Anzahl der Läden auf über 1000 an und das Unternehmen begann mit der selbstständigen Produktion von Nahrungsergänzungsmitteln.
Im Juni 2020 stellte GNC einen Antrag auf Insolvenz nach Chapter 11 des US-Insolvenzrechts. Der Insolvenzantrag musste infolge eines starken Umsatzrückgangs aufgrund der COVID-19-Pandemie und einer hohen Schuldenlast gestellt werden. Im Zuge der geplanten Restrukturierung plant GNC, mindestens 800 Niederlassungen zu schließen. Größter Einzelaktionär des Unternehmens zum Zeitpunkt der Insolvenz war die Harbin Pharmaceutical Group.